# Foncquevillers
Foncquevillers é uma comuna francesa na região administrativa de Altos da França, no departamento de Pas-de-Calais. Estende-se por uma área de 9,3 km². Em 2010 a comuna tinha 435 habitantes (densidade: 46,8 hab./km²).